# Gianfranco Porcelli
Gianfranco Porcelli (Milano, 11 febbraio 1941) è un linguista italiano.

## Biografia
Dopo essersi laureato all'Università Cattolica del Sacro Cuore con una tesi su Fonologia inglese secondo gli strutturalisti americani, si dedicò alla linguistica privilegiando il settore della glottodidattica italiana sin dagli anni settanta. Appunti sul Testing, del 1971, fu il suo primo articolo sul Language Testing.
Dopo un'esperienza biennale di insegnante elementare, si dedicò all'insegnamento della lingua inglese nella scuola media, negli anni in cui si stava attuando la Scuola Media Unica in Italia (1964-67). Risalgono a quegli anni i primi contatti con Giovanni Freddi, uno dei pionieri della Didattica delle lingue moderne (come lui preferiva denominare la glottodidattica) e con il suo Centro di Linguistica Applicata e Didattica delle Lingue (CLADiL), con cui collaborerà costantemente dal 1970.
In precedenza (1968), un incontro con Mario Ferencich, psicologo e linguista triestino, lo aveva indotto a interessarsi di verifiche e valutazione in ambito glottodidattico. Il volume Il Language Testing. Problemi e tecniche, è la prima monografia pubblicata in italiano sull'argomento. Successivi approfondimenti e aggiornamenti si trovano nel saggio “Orientamenti attuali nella verifica dell'apprendimento delle lingue straniere", e soprattutto nel volume Educazione linguistica e valutazione
Come esperto di valutazione in campo linguistico entrò a far parte di progetti nazionali quali l'ILSSE (Insegnamento delle Lingue Straniere nella Scuola Elementare) e regionali o locali come il Progetto Ianua Linguarum dell'IRRSAE Veneto e il Progetto Venezia promosso da quel Comune.
È stato docente ordinario di Didattica delle Lingue Moderne (Università di Bari), glottodidattica (Università Cattolica di Brescia e Milano), Linguistica inglese (Università Cattolica di Milano). Come docente a contratto ha insegnato anche a Scienze della Comunicazione a Lugano (Inglese specialistico) e alla SILSIS di Pavia (Didattica dell'inglese, laboratorio di tecnologie glottodidattiche, inglese per scopi speciali).
La sua opera più nota e diffusa è Principi di glottodidattica nella quale sono esposti in forma volutamente piana i fondamenti della disciplina. L'orientamento generale è quello che va sotto il nome di "umanistico-affettivo", una dicitura non esente da problemi (vedi Approcci e metodi glottodidattici), seguendo le linee di Giovanni Freddi e dello psicolinguista Renzo Titone. Un successivo volume, Comunicare in lingua straniera: il lessico, ha inteso aggiornare i principi tenendo conto delle proposte metodologico-didattiche del decennio successivo e non solo del Lexical Approach che ha ispirato il titolo del libro
Sin dall'inizio degli anni ottanta si è occupato di analizzare l'uso del computer nella didattica delle lingue, acquisendo competenze come programmatore nei linguaggi allora più diffusi (BASIC e Pascal). Gli esempi di software linguistico diffusi dai venditori di personal computer erano basati su concezioni metodologiche superate e in particolare sulla traduzione di vocaboli isolati. Unendo alle competenze informatiche quelle metodologiche è invece possibile sviluppare programmi coerenti con un approccio comunicativo, anche usando hardware minimale come i microcomputer dell'epoca. Il suo lavoro pionieristico è stato in seguito stato raccolto in due volumi: Computer e glottodidattica e Multimedialità e insegnamenti linguistici. Modelli informatici per la scuola.
Dal 2001 al 2013 è stato direttore responsabile della rivista scientifica Rassegna Italiana di Linguistica Applicata, succedendo al fondatore Renzo Titone.
Dal 2004 al 2014 è stato direttore responsabile della rivista dell'ANILS (Associazione Nazionale Insegnanti Lingue Straniere) fondata negli anni quaranta del XX secolo. Dal 2005 al 2011 è stato Presidente Nazionale dell'associazione.

## Opere
- Gianfranco Porcelli, Il Language Testing. Problemi e tecniche, Bergamo, Minerva Italica, 1975
- Gianfranco Porcelli, Pronuncia inglese e correzione fonetica, Bergamo, Minerva Italica, 1977
- G. Porcelli e P.E. Balboni (a cura di), Lingue alle elementari: i risultati del progetto veneziano, Padova, CLEUP, 1985
- G. Porcelli, Computer e glottodidattica, Padova, Liviana, 1988
- G. Porcelli, “Dalla lingua comune alle microlingue”, in G. Porcelli, B. Cambiaghi, M. C. Jullion, A. Caimi Valentini, Le lingue di specializzazione e il loro insegnamento: problemi teorici e orientamenti didattici, Milano, Vita e Pensiero, 1990
- G. Porcelli e P.E. Balboni, L'insegnamento delle lingue straniere nella scuola elementare, Brescia, La Scuola, 1992
- Gianfranco Porcelli, Educazione linguistica e valutazione, Padova, Liviana, 1992, ristampa Torino, UTET-Libreria, 1999
- G. Porcelli, G. & A.M. Caimi, Temple Bar. The English of Management, Politics, Law and Economics - British and American Readings, Milano, Vita e Pensiero, 1993
- G. Porcelli, Principi di glottodidattica, Brescia, La Scuola, 1994
- G. Porcelli e F. Hotimsky, Manuale di Pronuncia Inglese: analisi ed esercizi, Milano, Sugarco, 1997
- G. Porcelli, The English of Communication and Information Sciences. Analysis and examples, Milano, Sugarco, 1998
- G. Porcelli e R. Dolci, Multimedialità e insegnamenti linguistici. Modelli informatici per la scuola, Torino, UTET-Libreria, 1999
- G. Porcelli e F. Hotimsky, A Handbook of English Pronunciation. Theory and Practice, Milano, Sugarco, 2001
- G. Porcelli, Comunicare in lingua straniera: il lessico, Torino, UTET Libreria, 2004
- G. Chiuchiù, A. Chiuchiù, G. Porcelli, Building Blocks. Basics of English for Communication, Milano, Hoepli, 2018